# NGC 3750
NGC 3750 is een elliptisch sterrenstelsel in het sterrenbeeld Leeuw. Het hemelobject werd op 9 februari 1874 ontdekt door de Britse astronoom Ralph Copeland.

## Synoniemen
- MCG 4-28-8
- Arp 320
- ZWG 127.9
- HCG 57C
- VV 282
- NPM1G +22.0340
- PGC 36011